# Escut de Càlig
L'escut de Càlig és un símbol representatiu oficial de Càlig, municipi del País Valencià, de la comarca del Baix Maestrat. Té el següent blasonament:
| « | Escut quadrilong de punta redona, dextrat. Al primer quarter, d'argent, una creu plana de gules. Al segon quarter, d'atzur, un calze d'argent i una torre heràldica del seu color maçonada i aclarida de sable, posats en faixa. Al timbre, corona reial oberta, segons la tradició del Regne de València. | » |

La creu de Montesa antiga, una creu grega abscissa de gules, indica la senyoria que sobre Càlig tingué l'orde de Montesa; el calze, en llatí calix, és un senyal parlant, per similitud fonètica amb el nom de la localitat; i la torre representa l'element arquitectònic més significatiu i permanent del poble, des de la conquesta cristiana.

## Història
Aprovat mitjançant Resolució de 19 de maig de 2015, del conseller de Presidència i Agricultura, Pesca, Alimentació i Aigua.
Les diferents representacions esculpides en diversos llocs de Càlig i algunes descripcions ens permeten veure l'evolució gràfica de l'escut al llarg dels anys:
- A la façana de la Torre de Càlig, al damunt d'una finestra, es troba un escut de 1625, amb les tres figures ja representades, però col·locades de manera diferent, ja que la torre és al centre.
- També del segle xvii, un altre escut situat sota una finestra d'una casa del centre del poble mostra únicament les figures de la torre i el calze.
- L'escut més acurat del segle xviii és l'esculpit al damunt de la portada de l'església de Sant Llorenç, realitzat l'any 1758, on ja apareixen les tres figures i en el mateix ordre que es manté en l'actualitat.
- Dos escuts coetanis, el de la portada de l'ermita de la Mare de Déu del Socors, de 1786, i el de la casa del carrer del Tinent Fuentes, de 1787, presenten, com el del segle xvii, solament dues figures, la torre i el calze, però amb la posició intercanviada.
- Ja en segle xix, en 1826[3] i 1860,[4] en diccionaris generals, l'escut és representat i descrit amb la torre al centre, flanquejada pel calze i una creu llatina. Aquesta representació encara es manté en un repertori d'escuts municipals de 1954, on també fa la descripció heràldica:[5]

| « | En plata, una torre almenada y cuadrada, en su color, adiestrada de un cáliz, de oro, y siniestrada de una cruz, de sable. | » |

| « | En argent, una torre merletada i quadrada, al seu destre un calze d'or, i al seu sinistre, una creu de sable. | » |

- En 1873 es publicava la descripció següent:[6]

| « | En su escudo de armas se ve en el centro un cáliz, á la derecha de este una cruz de brazos iguales, y a la izquierda una pequeña torre. | » |

| « | Al seu escut d'armes es veu un calze al centre, a la dreta una creu amb els braços iguals, i a l'esquerra una petita torre. | » |

- En 1913 l'escut és representat seguint un segell municipal i posteriorment descrit, tot i que ho fa indicant la posició de les figures des de l'espectador i no des de l'escut mateix, com es pot comprovar a la representació gràfica, on es veuen les figures col·locades correctament:[7]

| « | ESCUDO DE ARMAS: Un gran cáliz en el centro; á la derecha una torre, y a la izquierda una cruz cuadrada. | » |

| « | ESCUT D'ARMES: Un gran calze al centre, a la dreta [és a dir, a la destra] una torre, i a l'esquerra [a la sinistra] una creu quadrada. | » |

## Galeria fotogràfica

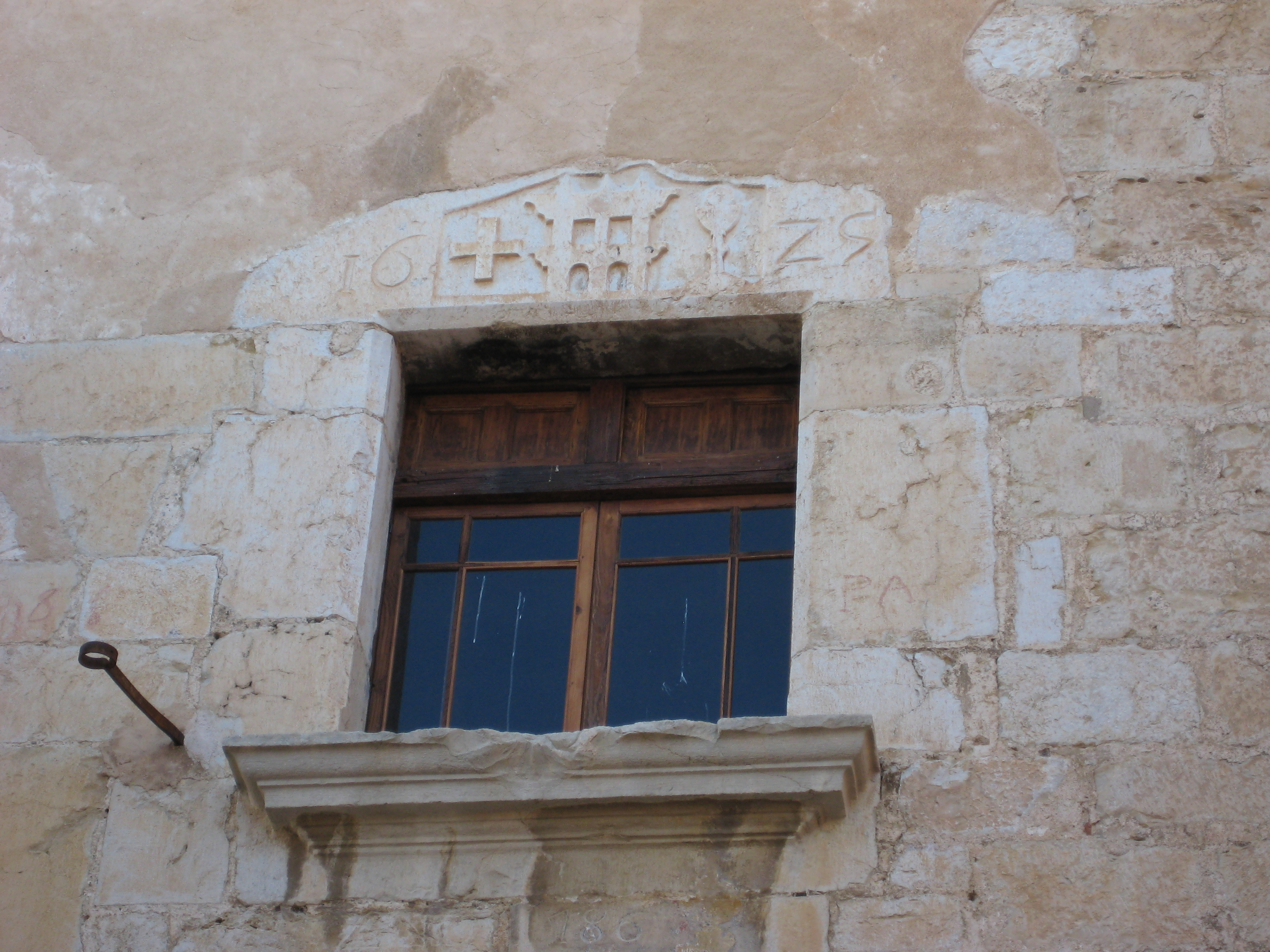
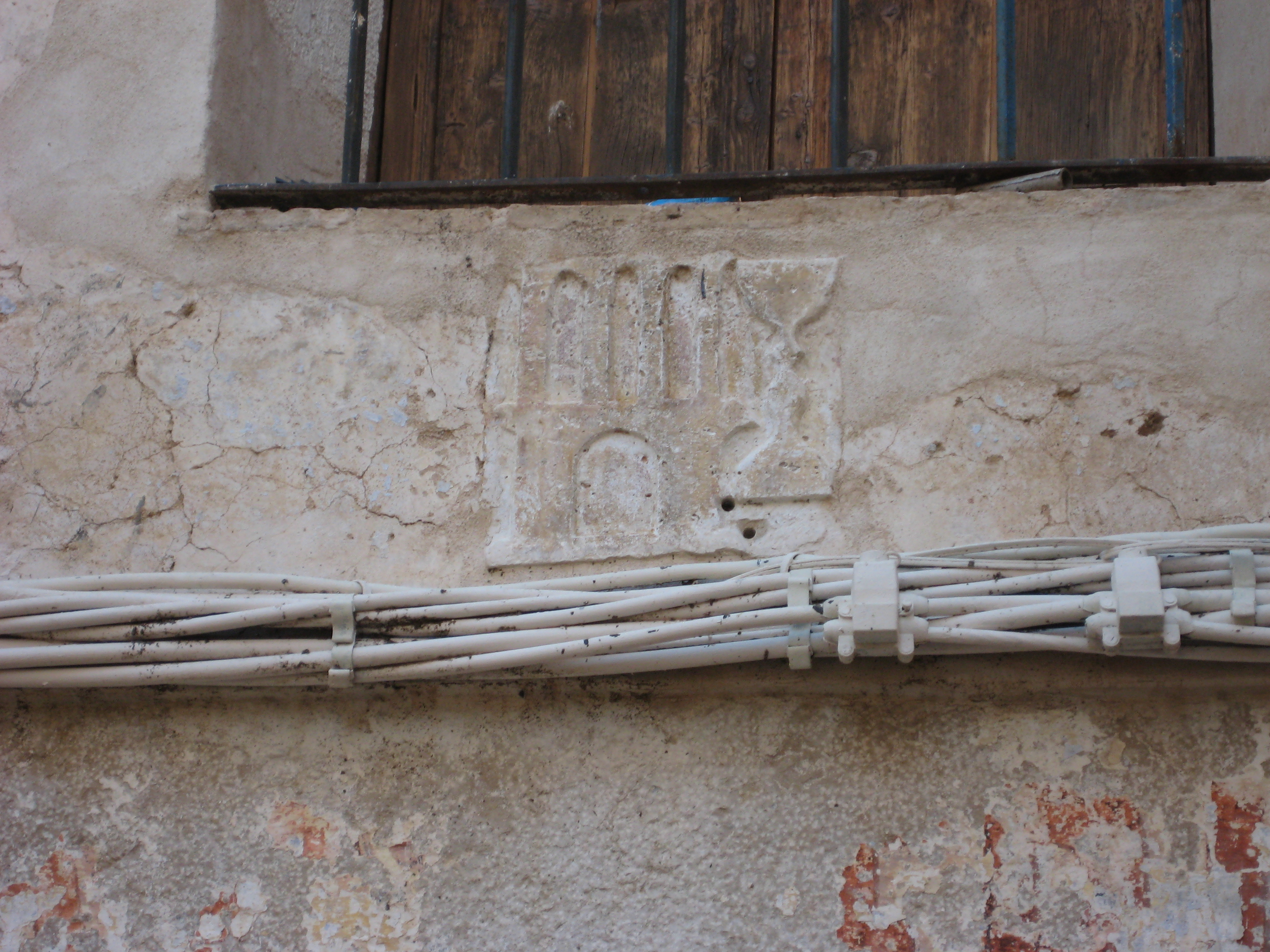
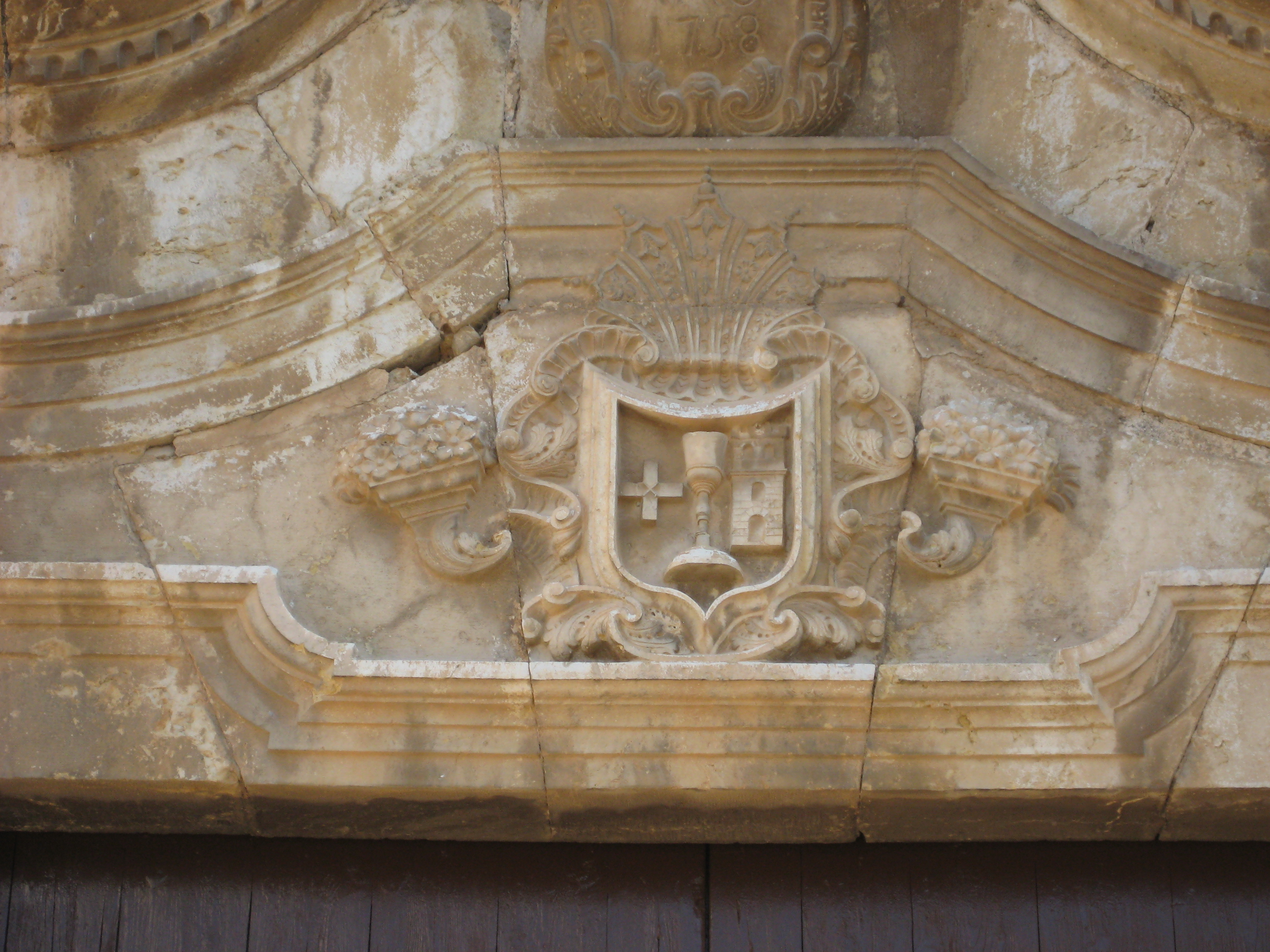
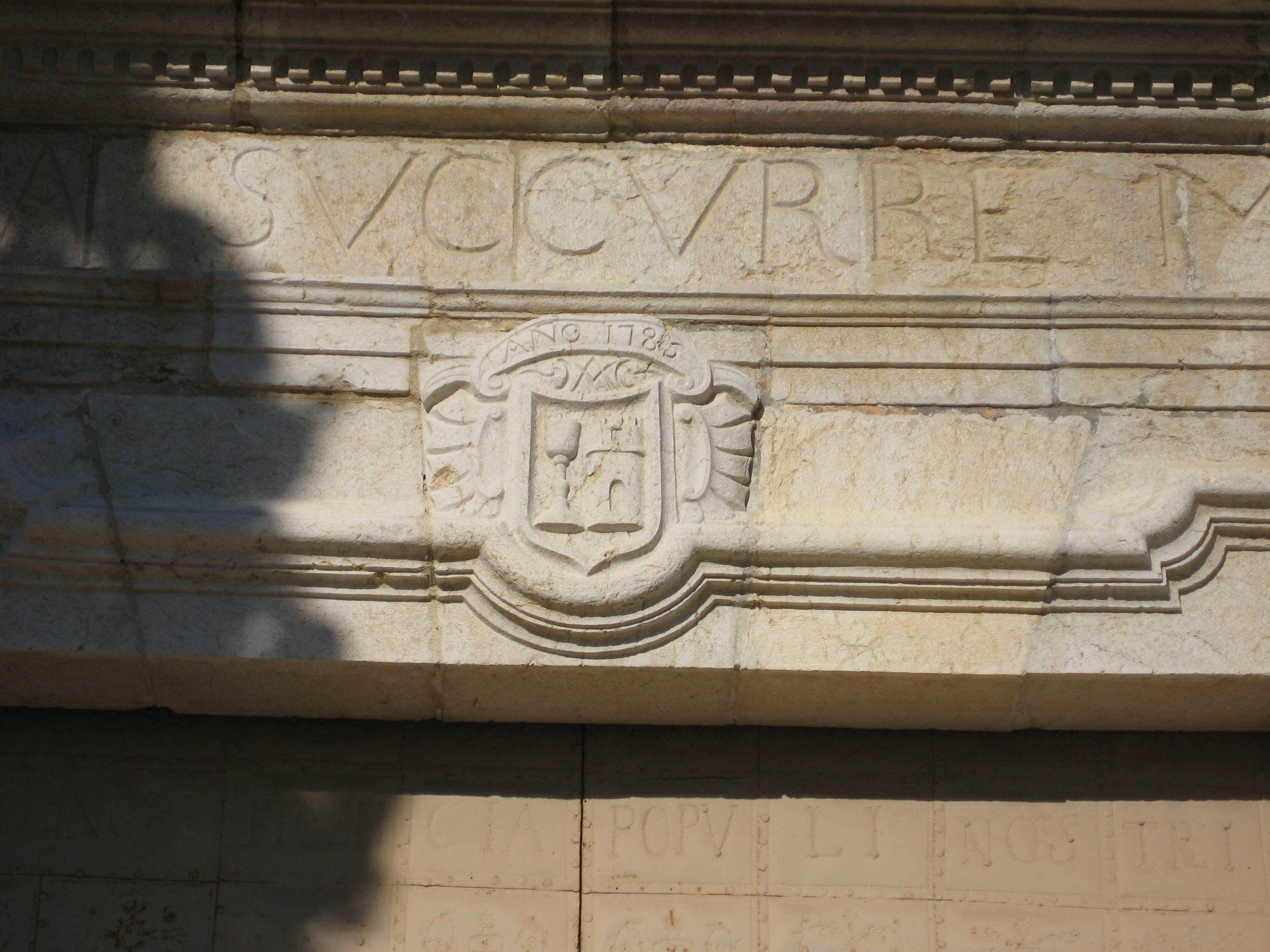
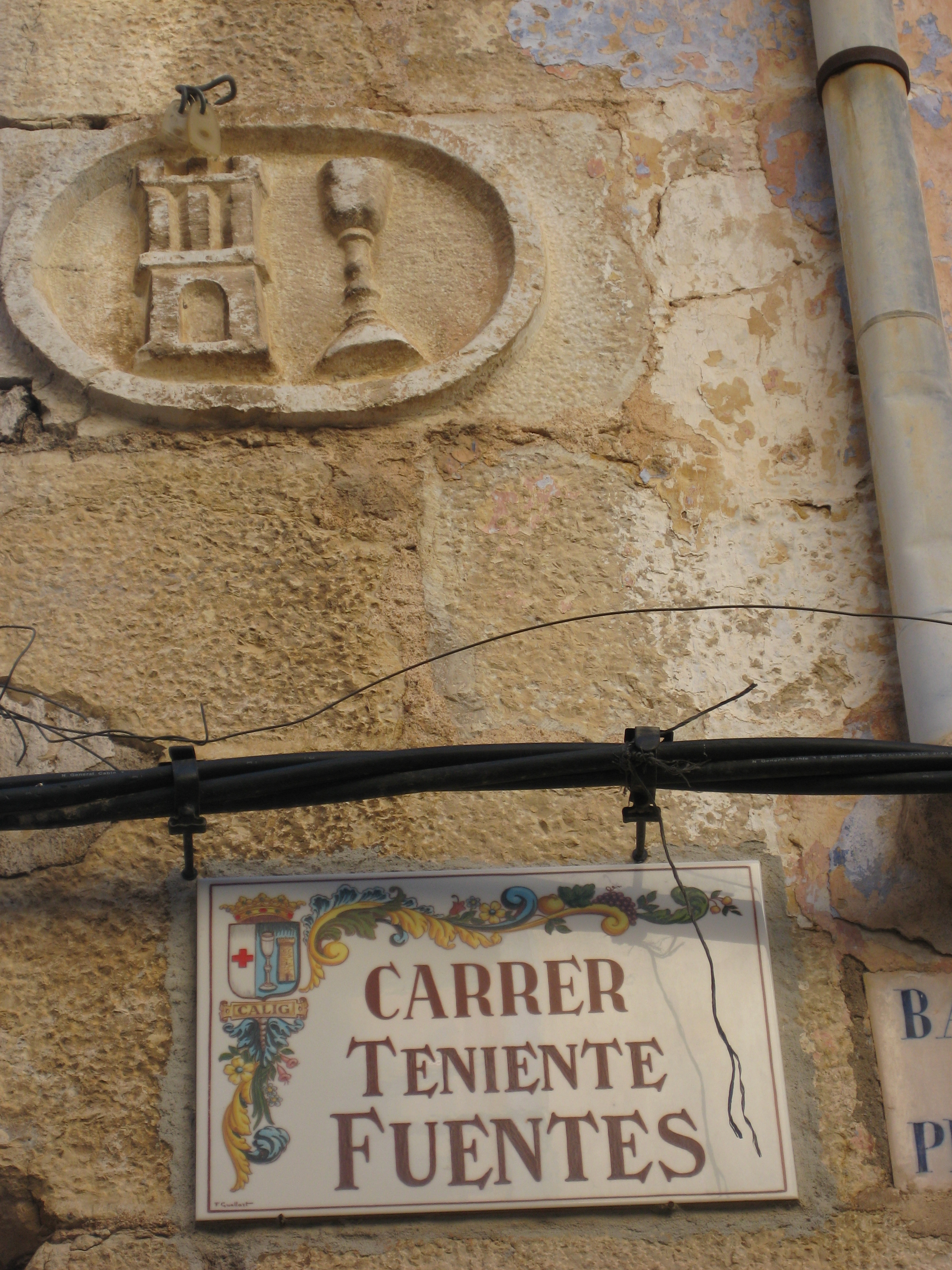

- Escut de la Torre de Càlig de 1625
- Escut en una casa del centre del poble, del segle XVII
- Escut de 1758 col·locat damunt la portada de l'església de sant Llorenç
- Escut de 1786 col·locat damunt la portada de l'ermita de la Mare de Déu del Socors
- Escut de 1787 col·locat a la façana d'una casa del carrer Tinent Fuentes